# Jörlau
El Jörlau (en danès Jørlå) és un rierol a Slesvig-Holstein (Alemanya). Neix als prats molls al costat del nucli de Paulsgabe al municipi de Jörl i desemboca al Jerrisbek, a Kleinjörl, un nucli del mateix municipi. Travessa el Rupler Holt, una reserva natural amb bosc vell i landa húmida que per la canalització del riu va dessecar-se i transformar-se a poc a poc en bosc de bedolls.

## Etimologia
Jörlau és una composició del topònim Jörl i d'un mot danès aa o å (riu), perquè significa “riu de Jörl”.